# Gaine tendineuse

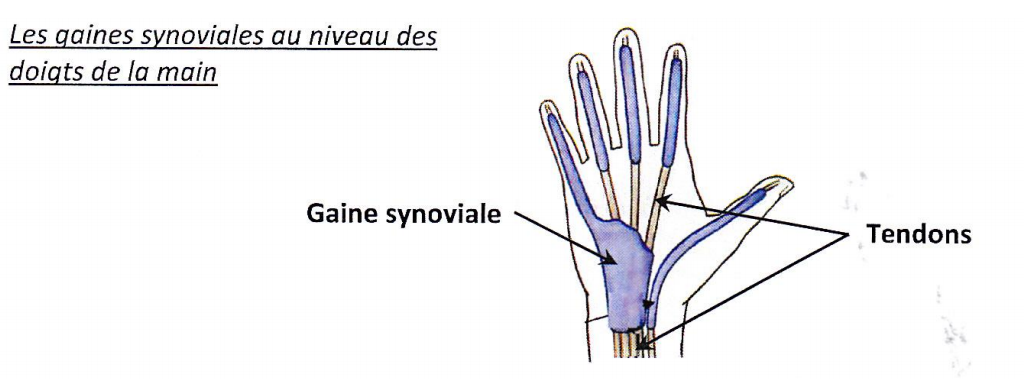
Schéma des gaines synoviales de la main

Une gaine tendineuse est un organe de glissement annexé à un tendon. 
Elles peuvent être de deux types : fibreuses ou synoviales. 

## Gaine fibreuse
Une gaine fibreuse est au contact de l'os. Elle maintient et dirige le tendon.

## Gaine synoviale
Une gaine synoviale est composée de deux feuillets un feuillet viscéral au contact du tendon et un feuillet pariétal collé sur la face profonde de la gaine fibreuse. La gaine fibreuse et la gaine synoviale sont maintenues entre elles par des mésotendons (ou vincula).
Elle forme un sac remplie de liquide synovial entourant le tendon, le protégeant ainsi des frottements avec l'os et permettant le glissement des tendons les uns par rapport aux autres.